# United Utilities
United Utilities ist ein Versorgungsunternehmen aus Großbritannien mit Hauptsitz in Warrington. Es wird an der London Stock Exchange im FTSE 100 gelistet.
Das Unternehmen wurde 1995 durch die Fusion von North West Water und Norweb (vormals North West Electricity Board) gegründet. United Utilities hat ca. 3,2 Millionen Kunden. Seit dem Verkauf seiner Stromversorgungstochter United Utilities North West an Electricity North West im Juni 2010 ist United Utilities ausschließlich in der Wasserver- und -entsorgung tätig, insbesondere im Nordwesten Englands.

## Geschäftsfelder
United Utilities besitzt eine Lizenz zum Betrieb der Wasserversorgung und Abwasserentsorgung in North West England und versorgt mehr als 7 Millionen Menschen. Die Geschäftstätigkeit wird von der Aufsichtsbehörde Water Services Regulation Authority (Ofwat) kontrolliert.
Das Unternehmen betreibt:
- über 42000 Kilometer Wasserleitungen von Cumbria bis Cheshire
- über 76000 Kilometer Abwasserleitungen
- 569 Kläranlagen
- 94 Wasserwerke